# Mont Inamura
Le mont Inamura (稲叢山, Inamura-yama) culminant à 1 506 m d'altitude est la plus haute montagne de la préfecture de Kōchi au Japon. Situé sur le territoire de la ville de Tosa, le mont Inamura est réputé pour ses fleurs akebono-tsutsuji (Rhododendron pentaphyllum) qui éclosent en avril ou en mai.

## Histoire
Le mont Inamura abrite le sanctuaire shinto consacré à Ame-no-Uzume-no-Mikoto, déesse de la fertilité. Au sommet de la montagne, les randonneurs peuvent rendre hommage à Ama-no-uzume en touchant le divin phallus fait de cyprès japonais.